# Lista siturilor arheologice din județul Vrancea - C
Lista siturilor arheologice din județul Vrancea - C conține toate siturile arheologice din județul Vrancea înscrise în Repertoriul Arheologic Național (RAN) și aflate în localități al căror nume începe cu litera C. RAN este administrat de Ministerul Culturii și Patrimoniului Național și cuprinde date științifice, cartografice, topografice, imagini și planuri, precum și orice alte informații privitoare la zonele cu potențial arheologic, studiate sau nu, încă existente sau dispărute.
Puteți căuta un sit din localitățile care încep cu litera C folosind formularul de mai jos sau puteți naviga prin toate siturile din județ la Lista siturilor arheologice din județul Vrancea.
| Cod RAN                                    | Denumire | Localitate                             | Adresă        | Datare                                       | Descoperit | Coordonate | Imagine           | Erori            |
| ------------------------------------------ | --- | -------------------------------------- | ------------- | -------------------------------------------- | ---------- | ---------- | ----------------- | ---------------- |
| 177637.02.01 (Cod LMI: VN-I-m-B-06362.02)  | Situl arheologic de la Căiata / ansamblu anonim (Categorie: locuire civilă) (Tip: Așezare fortificată)                                 | sat Căiata, comuna Sihlea              | Movila Mare   |                                              |            |            | Încărcați imagine | Raportați eroare |
| 177637.02.02 (Cod LMI: VN-I-m-B-06362.01)  | Situl arheologic de la Căiata / ansamblu anonim (Categorie: locuire civilă) (Tip: Așezare)                                             | sat Căiata, comuna Sihlea              | Movila Mare   | sec. XVI                                     |            |            | Încărcați imagine | Raportați eroare |
| 175965.02.01 (Cod LMI: VN-I-s-A-06364)     | Așezarea Boian de la Cândești - "Curături" / ansamblu anonim (Categorie: locuire civilă) (Tip: Așezare)                                | sat Cândești, comuna Dumbrăveni        | Curături      | Boian - Giulești                             |            |            | Încărcați imagine | Raportați eroare |
| 175965.03.01 (Cod LMI: VN-I-s-A-06365)     | Așezarea Cucuteni de la Cândești / ansamblu anonim (Categorie: locuire civilă) (Tip: Așezare)                                          | sat Cândești, comuna Dumbrăveni        |               | Cucuteni - A                                 |            |            | Încărcați imagine | Raportați eroare |
| 175965.04.01 (Cod LMI: VN-I-m-A-06366.02)  | Situl arheologic de la Cândești - "Cetățuia" / ansamblu anonim (Categorie: locuire civilă) (Tip: Cetate)                               | sat Cândești, comuna Dumbrăveni        | Cetățuia      | Monteoru                                     |            |            | Încărcați imagine | Raportați eroare |
| 175965.04.02 (Cod LMI: VN-I-m-A-06366.01)  | Situl arheologic de la Cândești - "Cetățuia" / ansamblu anonim (Categorie: locuire civilă) (Tip: Așezare)                              | sat Cândești, comuna Dumbrăveni        | Cetățuia      | geto-dacică sec. II a. Chr. - sec. I p. Chr. |            |            | Încărcați imagine | Raportați eroare |
| 175965.05.01 (Cod LMI: VN-I-m-A-06367.01)  | Situl arheologic Monteoru de la Cândești / ansamblu anonim (Categorie: locuire) (Tip: Așezare)                                         | sat Cândești, comuna Dumbrăveni        | Corbea        | Monteoru                                     |            |            | Încărcați imagine | Raportați eroare |
| 175965.05.02 (Cod LMI: VN-I-m-A-06367.02)  | Situl arheologic Monteoru de la Cândești / ansamblu anonim (Categorie: locuire) (Tip: Necropolă)                                       | sat Cândești, comuna Dumbrăveni        | Corbea        | Monteoru                                     |            |            | Încărcați imagine | Raportați eroare |
| 177682.01.07 (Cod LMI: VN-I-m-A-06368.01)  | Situl arheologic de la Coroteni - "Sediul CAP" / ansamblu anonim (Categorie: locuire) (Tip: Așezare)                                   | sat Coroteni, comuna Slobozia Bradului | Sediul CAP    |                                              |            |            | Încărcați imagine | Raportați eroare |
| 177682.01.01 (Cod LMI: VN-I-m-A-06368.07)  | Situl arheologic de la Coroteni - "Sediul CAP" / ansamblu anonim (Categorie: locuire) (Tip: Așezare)                                   | sat Coroteni, comuna Slobozia Bradului | Sediul CAP    | Boian                                        |            |            | Încărcați imagine | Raportați eroare |
| 177682.01.02 (Cod LMI: VN-I-m-A-06368.05)  | Situl arheologic de la Coroteni - "Sediul CAP" / ansamblu anonim (Categorie: locuire) (Tip: Așezare)                                   | sat Coroteni, comuna Slobozia Bradului | Sediul CAP    | Monteoru - Ic 4, II a, II b                  |            |            | Încărcați imagine | Raportați eroare |
| 177682.01.03 (Cod LMI: VN-I-m-A-06368.06)  | Situl arheologic de la Coroteni - "Sediul CAP" / ansamblu anonim (Categorie: locuire) (Tip: Necropolă)                                 | sat Coroteni, comuna Slobozia Bradului | Sediul CAP    | Monteoru - Ic 4, II a, II b                  |            |            | Încărcați imagine | Raportați eroare |
| 177682.01.04 (Cod LMI: VN-I-m-A-06368.04)  | Situl arheologic de la Coroteni - "Sediul CAP" / ansamblu anonim (Categorie: locuire) (Tip: Așezare)                                   | sat Coroteni, comuna Slobozia Bradului | Sediul CAP    | Noua                                         |            |            | Încărcați imagine | Raportați eroare |
| 177682.01.05 (Cod LMI: VN-I-m-A-06368.03)  | Situl arheologic de la Coroteni - "Sediul CAP" / ansamblu anonim (Categorie: locuire) (Tip: Așezare)                                   | sat Coroteni, comuna Slobozia Bradului | Sediul CAP    |                                              |            |            | Încărcați imagine | Raportați eroare |
| 177682.01.06 (Cod LMI: VN-I-m-A-06368.02)  | Situl arheologic de la Coroteni - "Sediul CAP" / ansamblu anonim (Categorie: locuire) (Tip: Așezare)                                   | sat Coroteni, comuna Slobozia Bradului | Sediul CAP    |                                              |            |            | Încărcați imagine | Raportați eroare |
| 174799.01.01                               | Situl medieval de la Câmpineanca - "punctul Zamfirescu" / ansamblu anonim (Categorie: locuire) (Tip: Așezare)                          | sat Câmpineanca, comuna Câmpineanca    | Zamfirescu    |                                              | 1960       |            | Încărcați imagine | Raportați eroare |
| 174799.01.02                               | Situl medieval de la Câmpineanca - "punctul Zamfirescu" / ansamblu anonim (Categorie: locuire) (Tip: Așezare)                          | sat Câmpineanca, comuna Câmpineanca    | Zamfirescu    | Monteoru                                     | 1960       |            | Încărcați imagine | Raportați eroare |
| 174799.01.03                               | Situl medieval de la Câmpineanca - "punctul Zamfirescu" / ansamblu anonim (Categorie: locuire) (Tip: Așezare)                          | sat Câmpineanca, comuna Câmpineanca    | Zamfirescu    | sec. XV-XVIII                                | 1960       |            | Încărcați imagine | Raportați eroare |
| 175894.01.01 (Cod LMI: VN-II-m-A-06504.01) | Mânăstirea Cotești / ansamblu Biserica "Sf. Treime" - Mănăstirea Cotești (Categorie: structură de cult/religioasă) (Tip: Biserică)     | sat Cotești, comuna Cotești            |               | 1720                                         |            |            | Încărcați imagine | Raportați eroare |
| 175894.01.02 (Cod LMI: VN-II-m-A-06504.02) | Mânăstirea Cotești / ansamblu Turn clopotniță al Mănăstirii Cotești (Categorie: structură de cult/religioasă) (Tip: Turn clopotniță)   | sat Cotești, comuna Cotești            |               | 1720                                         |            |            | Încărcați imagine | Raportați eroare |
| 174799.02.01 (Cod LMI: VN-II-m-B-06510)    | Biserica "Sf. Voievozi" de la Câmpineanca / ansamblu Biserica "Sf. Voievozi" (Categorie: structură de cult/religioasă) (Tip: Biserică) | sat Câmpineanca, comuna Câmpineanca    |               | sec. XVII                                    |            |            | Încărcați imagine | Raportați eroare |
| 175965.01.01 (Cod LMI: VN-I-s-A-06363)     | Așezarea Starcevo-Criș de la Cândești - "Coasta Rublei" / ansamblu anonim (Categorie: locuire civilă) (Tip: Așezare)                   | sat Cândești, comuna Dumbrăveni        | Coasta Rublei | Starčevo - Criș                              |            |            | Încărcați imagine | Raportați eroare |
| 177682.02.01 (Cod LMI: VN-I-m-B-06369.02)  | Așezarea preistorică de la Coroteni - "Cetățuia" / ansamblu anonim (Categorie: locuire civilă) (Tip: Așezare)                          | sat Coroteni, comuna Slobozia Bradului | Cetățuia      | Boian                                        |            |            | Încărcați imagine | Raportați eroare |
| 177682.02.02 (Cod LMI: VN-I-m-B-06369.01)  | Așezarea preistorică de la Coroteni - "Cetățuia" / ansamblu anonim (Categorie: locuire civilă) (Tip: Așezare)                          | sat Coroteni, comuna Slobozia Bradului | Cetățuia      | Monteoru - Ic4, II                           |            |            | Încărcați imagine | Raportați eroare |
| 177682.02.03 (Cod LMI: VN-I-s-B-06369)     | Așezarea preistorică de la Coroteni - "Cetățuia" / ansamblu anonim (Categorie: locuire civilă) (Tip: așezare)                          | sat Coroteni, comuna Slobozia Bradului | Cetățuia      |                                              |            |            | Încărcați imagine | Raportați eroare |
| 177682.02.04 (Cod LMI: VN-I-s-B-06369)     | Așezarea preistorică de la Coroteni - "Cetățuia" / ansamblu anonim (Categorie: locuire civilă) (Tip: necropola)                        | sat Coroteni, comuna Slobozia Bradului | Cetățuia      | Monteoru                                     |            |            | Încărcați imagine | Raportați eroare |
| 177682.02.05 (Cod LMI: VN-I-s-B-06369)     | Așezarea preistorică de la Coroteni - "Cetățuia" / ansamblu anonim (Categorie: locuire civilă) (Tip: necropola)                        | sat Coroteni, comuna Slobozia Bradului | Cetățuia      | Noua                                         |            |            | Încărcați imagine | Raportați eroare |
| 177637.01.01 (Cod LMI: VN-I-s-B-06361)     | Așezarea Cucuteni de la Căiata - "Movila Mică" / ansamblu anonim (Categorie: locuire civilă) (Tip: Așezare)                            | sat Căiata, comuna Sihlea              | Movila Mică   | Cucuteni                                     |            |            | Încărcați imagine | Raportați eroare |